# Apomecyna scalaris
Apomecyna scalaris là một loài bọ cánh cứng trong họ Cerambycidae.